# Dídac
Dídac ist ein männlicher Vorname, die katalanische Variante der Vornamen Didacus oder Diego.

## Namensträger
- Dídac Roca i Segrià, katalanischer Komponist des 17. Jahrhunderts
- Dídac Montfar Sorts i Cellers, (1600–1652), katalanischer Historiker
- Didac Ortega Orts (* 1982), spanischer Radrennfahrer
- Dídac Vilà (* 1989), spanischer Fußballspieler

Zwischenname
- Tilbert Dídac Stegmann (* 1941), deutscher Literaturwissenschaftler, Romanist und Katalanist